# Alfred Znamierowski
Alfred Znamierowski, né à Varsovie le 21 juin 1940 et mort le 23 octobre 2019 à Prague, est un vexillologue, héraldiste et journaliste polonais. 
Il a publié plusieurs livres et conçu une centaine de blasons, drapeaux, bannières et sceaux pour plus de 200 municipalités et institutions.

## Biographie
Alfred Znamierowski est né en juin 1940 à Varsovie, en Pologne. Il fait des études de géographie à l'Université de Varsovie. En 1965, il quitte la Pologne. De 1966 à 1978, il est éditeur du service polonais de Radio Free Europe à Munich, en Allemagne. En 1978, il s'installe aux États-Unis et fonde The Flag Design Center à San Diego, en Californie. Il travaille en étroite collaboration avec le principal héraldiste allemand, Ottfried Neubecker, et le vexillologue américain Whitney Smith. Alfred Znamierowski produit des milliers de blasons et de drapeaux pour ses livres ainsi que pour de nombreuses encyclopédies en Allemagne, aux États-Unis et en Pologne. Pendant de nombreuses années, il est l'artiste en chef du Flag Bulletin, publié par Smith, qui l'appelait « le premier artiste vexillologique du monde ».
De 1985 à 1994, Znamierowski est rédacteur en chef du service polonais de Voice of America à Washington. En 1994, il revient dans sa Pologne natale et, en 1997, il crée l'Instytut Heraldyczno-Weksylologiczny (Institut d'héraldique et de vexillologie) - membre de la Fédération internationale des associations de vexillologie (FIAV). En 2001, le FIAV nomme Alfred Znamierowski Fellow de la Fédération. En 2005, il a été récompensé par le plus grand prix vexillologique - le Vexillon - pour sa promotion de la vexillologie.
Alfred Znamierowski était membre de la Commission héraldique du ministère des Affaires intérieures et de l'Administration à Varsovie. Bien que principalement connu pour son expertise en héraldique et en vexillologie, il a également été un membre influent du mouvement sociopolitique américano-polonais POMOST et de Solidarność Walcząca (pl) de 1981 à 1990. Ces organisations se sont battues pour l'indépendance de la Pologne. En 2007, il reçoit la Croix d'or du mérite et, en 2016, la Croix des officiers de l'ordre Polonia Restituta et de la médaille de Solidarność Walcząca.
Il meurt à Prague le 23 octobre 2019.

## Œuvres
en francais
- L’Encyclopédie mondiale des drapeaux (traduit de l’anglais par Gisèle Pierson), Genève, Manisse, 2000, 256 pages, ill.  (ISBN 2-84198-162-2).

en anglais et en polonais
- Zaciskanie pięści, rzecz o Solidarności Walczącej, editions Spotkania, Paris 1988
- Stworzony do chwały, éditions Spotkania, Varsovie 199é
- The World Encyclopedia of Flags, Anness Publishing Ltd., Londres 1999
- Flags Through the Ages, a Guide to the World of Flags, Banners, Standards and Ensigns, Southwater, Londres 2000
- Flags of the World, an Illustrated Guide to Contemporary Flags, Southwater Londres , 2000
- World Flags Identifier, Lorenz Books, Londres 2001
- Flagi świata, Horyzont, Varsovie 2002
- Insygnia, symbole i herby polskie, Świat Książki, Varsovie 2003
- Herbarz rodowy, Świat Książki, Varsovie 2004
- Wielka księga heraldyki, Świat Książki, Varsovie 2008
- Pieczęcie i herby Śląska Cieszyńskiego, Górki Wielkie, Cieszyn 2011
- Orzeł Biały. Znak państwa i narodu, Bajka 2016
- Niezłomni, éditions Spotkania 2016
- Heraldyka i weksylologia, Arkady 2017